# 劇団あかぺら倶楽部
劇団あかぺら倶楽部（げきだんあかぺらくらぶ）は、日本の劇団。1990年創立。

## 経緯
1990年に勝田声優学院OB有志らにより創立された。
2002年にマイケル・クーニー作『誰ガタメニ金ハ成・・・ル?〜Cash on Delivery!〜』、2004年にレイ・クーニー作『ネットで捕まって〜Caught in the Net〜』を日本初上演した。
2017年に公式YouTubeチャンネルを開設。

## 所属メンバー
現在
- 大西健晴（劇団代表）
- 押田浩幸
- 高木渉
- 中村伸一
- 清田和彦
- 山口登
- 東龍一
- 池上高史
- 蔵内よしはる
- 塩入雄介
- 岡部佳明
- 菅原祥子
- 中西裕美子
- 岡田佐知恵
- 天来ひろみ
- 北飯智子
- 梅原智美
- 大城幸子
- 衛藤あかり
- 山崎幸恵
- 山本ななみ

過去
- 三石琴乃

## 過去公演

### 試演会
- 第1回試演会「みごとな女」
- 第2回試演会「隣の花」
- 第3回試演会「命を弄ぶ男ふたり」

### 本公演
- 第1回公演 「華々しき一族」
- 第2回公演 「たつのおとしご」
- 第3回公演 「ジャンプ」
- 第4回公演 「びっくり箱」
- 第5回公演 「河の向こうで人が呼ぶ」
- 第6回公演 「ラヴ」
- 第7回公演 「ジャンプ」
- 第8回公演 「八人の女～Huit Femmes～」
- 第9回公演 「陽気な幽霊」
- 第10回公演 「パパ・アイ・ラヴ・ユー」
- 第11回公演 「二兎物語-Run for Your Wife-」
- 第12回公演 「隣で浮気…？～HOW THE OTHER HALF LOVES～」
- 第13回公演 「Six pajamas Party Pyjama pour six」
- 第14回公演 「ラヴ」
- 第15回公演 「塩祝申そう」
- 第16回公演 「法王庁の避妊法」
- 第17回公演 「Funny Money」
- 第18回公演 「MOTHER～君わらひたまふことなかれ～」
- 第19回公演 「誰ガタメニ金ハ成ル？～Cash on Delivery!～」
- 第20回公演 「煙が目にしみる」
- 第21回公演 「見果てぬ夢」
- 第22回公演 「フユヒコ」
- 第23回公演 「二兎物語～Run For Your Wife～」
- 第24回公演 「ネットで捕まって～Caught in the Net～」
- 第25回公演 「法王庁の避妊法」
- 第26回公演 「Funny Money」
- 第27回公演 「家路」
- 第28回公演 「罠 Piege pour un Homme seul」
- 第29回公演 「夫婦レコード」
- 第30回公演 「パパ・アイ・ラヴ・ユー」
- 第31回公演 「ザ・フォーリナー」
- 第32回公演 「とうていありえない作り話～Improbable Fiction～」
- 第33回公演 「あなたに会えてよかった～Communicating Doors～」
- 第34回公演 「誰ガタメニ金ハ成・・・ル？Cash on Delivery!」
- 第35回公演 「コミック・ポテンシャル～comic putential～」
- 第36回公演 「アウト・オブ・オーダー ～Out of Order～」
- 第37回公演 「バッファローの月～Moon over Buffalo～」
- 第38回公演 「栗原課長の秘密基地」
- 第39回公演 「蠅取り紙 ～山田家の5人兄妹～」

### 新人公演
- 第1回公演 「華々しき一族」
- 第2回新人公演「また逢おうと竜馬は言った」
- 第3回新人公演「幾度目かの危機」

### その他の公演
- 若手公演「明日は風のない日」
- 若手公演｢こんにゃくの花｣
- 企画公演「のばらの庭」
- ☆the NEXT vol.1「Funny Money」
- ☆the NEXT vol.2「ナイゲン」
- ☆the NEXT vol.3「楽屋／GAKUYA」